# Al-Rai (nahija)
Nahija al-Rai (ar. ناحية الراعي‎) je nahija u okrugu al-Bab, u sirijskoj pokrajini Alep. Površina nahije je 132,3 km2. Po popisu iz 2004. (prije rata), nahija je imala 15.378 stanovnika. Administrativno sjedište je u naselju al-Rai.